# فيرنر أرنولد
فيرنر أرنولد هو دراج سويسري، ولد في 14 يونيو 1930 في بازل في سويسرا، وتوفي بنفس المكان في 1 فبراير 2005.

## وصلات خارجية
- فيرنر أرنولد على موقع أرشيف الدراجات (الإنجليزية)
- فيرنر أرنولد على موقع إحصائيات الدراجات الإحترافية (الإنجليزية)